# Elisabetta Gualmini
Elisabetta Gualmini (Modena, 17 maggio 1968) è una politica e politologa italiana, professoressa ordinaria di Scienze Politiche presso l'Università di Bologna. Già presidente della fondazione di ricerca Istituto Carlo Cattaneo, poi vicepresidente e assessore al welfare e politiche sociali della regione Emilia-Romagna dal 2014 al 2019, attualmente è parlamentare europea.

## Biografia
Studia al liceo Muratori di Modena, all'età di 26 anni si trasferisce a Bologna.
Autrice di vari libri e saggi sulla politica italiana, come parte del suo percorso formativo è stata visiting scholar presso diverse università come l'UC Berkeley, l'UCLA e la London School of Economics. Dopo aver diretto la Rivista Italiana di Politiche Pubbliche (ed. Il Mulino), dall'ottobre del 2012 è anche editorialista del quotidiano La Stampa. Nel 2005 le è stato conferito il premio della Società italiana di scienza politica per il miglior volume di scienza politica scritto da un socio con meno di 40 anni, per l'opera L'amministrazione nelle democrazie contemporanee.
Il 22 dicembre 2014 viene nominato vicepresidente della regione Emilia-Romagna con deleghe regionali al welfare e politiche sociali dal neo presidente della regione Emilia-Romagna Stefano Bonaccini.
Alle elezioni europee del 2019 si candida per il PD, assieme al manifesto politico "Siamo Europei" di Carlo Calenda nella circoscrizione Italia nord-orientale, venendo eletta in seconda posizione con 77.577 preferenze.
Nel maggio del 2024, in occasione delle elezioni europee, viene ricandidata nella lista del PD per la stessa circoscrizione, risultando poi rieletta con oltre 57.300 preferenze.
Il 4 marzo 2025, la procura federale belga ha ufficialmente richiesto la revoca dell'immunità parlamentare a Gualmini e ad Alessandra Moretti, nell'ambito delle indagini sul "Qatargate", per il loro presunto coinvolgimento nel caso; in seguito all'annuncio, entrambe le  eurodeputate si sono autosospese dal gruppo dei Socialisti e dei Democratici, a cui appartenevano.

## Vita privata
È sposata con il politologo Salvatore Vassallo, deputato del Partito Democratico dal 2008 al 2013. La coppia ha due figli.

## Opere
- Le rendite del neo-corporativismo: politiche pubbliche e contrattazione privata nella regolazione del mercato del lavoro italiano e tedesco, Soveria Mannelli, Rubbettino. ISBN 88-7284-516-5
- Salvati dall'Europa?, Bologna, Il Mulino. (con M. Ferrera) ISBN 88-15-07302-7
- L'amministrazione nelle democrazie contemporanee, Roma-Bari, Laterza. (Premio Società Italiana di Scienza Politica, 2005.) ISBN 978-88-420-7064-1
- Vigilanza sul lavoro. La riforma del sistema tra difesa della legalità e tutela dell'impresa, Padova, Cedam. (con A. Pizzoferrato e S. Vergari) ISBN 88-13-26486-0
- Rescued by Europe?, Social and Labour Market Reforms in Italy From the First Republic to Berlusconi, Amsterdam, Amsterdam University Press. (con M. Ferrera) ISBN 90-5356-651-1
- La pubblica amministrazione in Italia, Bologna, Il Mulino. (con G. Capano) ISBN 978-88-15-23241-0
- Italian Politics 2011, English Edition, London, Berghaham Press. (con E. Pasotti) ISBN 978-0-85745-457-7
- Politica in Italia. Edizione 2011, Bologna, Il Mulino. (con E. Pasotti) ISBN 978-88-15-23352-3
- Tra l'incudine e il martello. Le regioni e i nuovi rischi sociali, Bologna, Il Mulino. (con V. Fargion) ISBN 978-88-15-24115-3
- Il partito di Grillo, Bologna, Il Mulino. (con P. Corbetta) ISBN 978-88-15-24159-7
- Le politiche del lavoro, Bologna, Il Mulino. (con R. Rizza) ISBN 978-88-15-24602-8